# Jason Geria
Jason Geria (Canberra, 10 mei 1993) is een Australisch voetballer die als verdediger speelt bij Perth Glory.

## Clubcarrière
Geria begon zijn carrière in 2013 bij Melbourne Victory. In 6 jaar speelde hij er 98 competitiewedstrijden. Met deze club werd hij in 2015 en 2018 kampioen van Australië. Hij tekende in 2018 bij JEF United Chiba. In 3 jaar speelde hij er 57 competitiewedstrijden en scoorde 2 goals. Hij tekende in 2021 bij Perth Glory.

## Interlandcarrière
Geria maakte op 4 juni 2016 zijn debuut in het Australisch voetbalelftal tijdens een vriendschappelijke wedstrijd tegen Griekenland.